# Broxeele

Broxeele este o comună în departamentul Nord, Franța. În 1 ianuarie 2022 avea o populație de 411 de locuitori.